# Ментальний лексикон
Ментальний лексикон - це поняття, яке використовують у лінгвістиці та психолінгвістиці для позначення способу побудови та структурної організації лексичного мовного знання в мозку людини.

## Сутність
Ментальний лексикон - це певний ментальний багаторівневий словник, що містить інформацію про цілу низку орфографічних, фонологічних, синтаксичних та семантичних ознак, якими характеризується слово, та завдяки яким воно перебуває в більш або менш тісному зв’язку з іншими. Таким чином, йдеться про різні форми репрезентації слова в ментальному лексиконі, про різні ментальні накопичувачі інформації: семантичний лексикон, рівень лем та рівень словоформ. У процесі слухання та говоріння ці частинки поєднуються між собою.
Коли йдеться про ментальний лексикон, важливим є те, яким чином його елементи зберігає та накопичує, активує та використовує кожен мовець. Ментальний лексикон людини перебуває в постійному рості та розвитку, проте однозначної теорії щодо того, як саме це відбувається, наразі не існує. Різні науковці пропонують різні варіанти.

## Багатомовний ментальний лексикон
Питання про те, яку структуру має ментальний лексикон людини, яка володіє двома або більше мовами, також  наразі не має однозначної відповіді. Науковці висувають такі потенційні сценарії:
- один спільний (комплексний) лексикон, у якому представлені обидві мови;
- два або більше відносно автономні лексикони;
- комплексний лексикон, розділений на дві або більше частини;
- два чи більше лексикони, які стають щоразу більше пов’язані один з одним;
- унікальні, специфічні мовні елементи перебувають в окремих «відсіках», а схожі – у спільному (так звана гіпотеза «потрійної системи»).

І хоч на цьому етапі не існує абсолютної єдності вчених щодо цього питання, все ж найчастіше трапляються гібридні моделі, що передбачають співіснування різних форм репрезентації, поєднані (compound), координовані (co-ordinate) та ментальні лексикони, що частково перетинаються. Між усіма ними існують численні та різнорідні зв’язки.
Крім того, деякі експериментальні дані підтверджують так звану гіпотезу «підмножини» (“subset”-hypothesis), відповідно до якої у мозку існує один спільний ментальний лексикон для всіх мов, однак у його межах елементи однієї і тієї ж мови відносно сильно пов’язані між собою завдяки так званому поширенню активації (“activation spreading”) та становлять підмножину («родину»). Водночас, звичайно, існують також зв’язки між елементами різних мов, однак вони є значно слабшими.
Ідея поширення активації дає змогу уявити ментальний лексикон як динамічну систему, у якій два будь-які слова спочатку зовсім не пов’язані одне з одним, але поступово, через одну або більше характеристик, між ними постає зв'язок, міцність якого також може змінюватися.
Спосіб, за допомогою якого вивчали слова, також впливає на те, разом чи окремо вони зберігатимуться в ментальному лексиконі. Міжмовні зв’язки між словами не є однорідними і з часом можуть змінюватися під впливом комунікативних умов.